# Kowale (sielsowiet Brzostowica)
Kowale (biał. Кавалікі; ros. Ковалики) – wieś na Białorusi, w obwodzie grodzieńskim, w rejonie brzostowickim, w sielsowiecie Brzostowica.
Przed II wojną światową kolonia. W dwudziestoleciu międzywojennym leżała w Polsce, w województwie białostockim.